# Ngaba
Ngaba är en stadsdel (franska: commune) i Kinshasa.